# Dorit B. Whiteman
Dorit B. Whiteman (geboren 1. Juli 1924 in Wien als Dorit Bader; gestorben 30. September 2022 in New York City) war eine US-amerikanische Psychologin.

## Leben
Dorit Bader war eine Tochter der Chemikerin Lilian Bader, geborene Stern (1893–1959), und des Arztes Edwin Bader, sie hatte eine Schwester. Die Familie lebte in gutbürgerlichen Verhältnissen im Ersten Wiener Bezirk. Ihre Mutter übernahm nach dem Ende des Ersten Weltkriegs die Leitung des Familienbetriebs Stern’sche Mädchen- und Erziehungsanstalt in der Werdertorgasse. Dorit durfte die Stern’sche Schule besuchen, an der auch ihre Tante Hilda Stern unterrichtete.
Nach dem „Anschluss“ Österreichs wurde die Schule arisiert und die Familie Bader-Stern zur Emigration gezwungen. Sie wurden aus dem Deutschen Reich ausgebürgert und der österreichische Staat ließ sich in der Nachkriegszeit viel Zeit mit der Restitution. Im August 1939 gelangte die Familie nach England, wo Dorit Bader ein Internat in Westgate-on-Sea besuchte. Über Kanada kam die Familie 1941 nach New York City, wo sie an der Julia Richmond High School ihren Schulabschluss machte. Bader erwarb einen B.A. in Drama und Pädagogik an der University of Georgia und arbeitete zwei Jahre als Lehrerin. Danach studierte sie Psychologie an der New York University mit dem Abschluss als M.A. und wurde dort auch mit einer Arbeit zum Rorschach-Test promoviert. Sie heiratete den Psychologen Martin Whiteman und eröffnete eine Privatpraxis als klinische Psychologin in Queens, in der sich mit den Jahren der Schwerpunkt ihrer Tätigkeit von der Freud’schen Psychoanalyse auf die Verhaltenstherapie verschob. Whiteman Bader gründete mit zwei anderen Psychiatern am Flushing Hospital eine Mental Health Clinic, an der sie die Weiterbildung des Personals organisierte.
Whiteman wandte sich Ende der 1980er Jahre der eigenen Geschichte zu und führte 190 Interviews mit Menschen, die der deutschen Judenverfolgung entkommen waren. 1993 erschien dazu ihre Untersuchung Uprooted. Danach erforschte sie die Flucht von jugendlichen Juden aus Polen in die Sowjetunion und deren nachfolgenden Transport von Teheran nach Palästina.

## Schriften (Auswahl)
- The Effect of Personality on Rorschach Perception. PhD, NYU, 1957
- The uprooted. A Hitler Legacy. Voices of Those Who Escaped before the „Final Solution“. Vorwort William B. Helmreich. New York : Plenum Press, 1993
  - Die Entwurzelten: jüdische Lebensgeschichten nach der Flucht 1933 bis heute. Vorwort William B. Helmreich. Übersetzung Marie-Therese Pitner. Wien : Böhlau, 1995
- Lonek’s journey: the true story of a boy’s escape to freedom. New York : Star Bright Books, 2005